# Divisiones Regionales de la Región de Murcia 2000-01
Las divisiones regionales de fútbol son las categorías de competición futbolística de más bajo nivel en España, en las que participan deportistas amateur, no profesionales. En la Región de Murcia su administración corre a cargo de las Real Federación de Fútbol de la Región de Murcia. Inmediatamente por encima de estas categorías estaba la Tercera División española.
En la temporada 2000-2001 las divisiones regionales se dividen en Territorial Preferente y Primera Territorial. Los tres primeros clasificados de Territorial Preferente ascendieron directamente al grupo XIII de Tercera División, aunque hubo un ascenso más por compensación de plazas.

## Territorial Preferente

### Clasificación
|  |     | Equipos de fútbol | PJ | G  | E | P  | GF | GC | Dif | Pts |
|  | --- | ----------------- | -- | -- | - | -- | -- | -- | --- | --- |
|  | 1.  | CD Balsicas       | 28 | 20 | 4 | 4  | 65 | 27 | +38 | 64  |
|  | 2.  | CD Abarán         | 28 | 18 | 7 | 3  | 62 | 28 | +34 | 61  |
|  | 3.  | AD Ceutí Atlético | 28 | 18 | 3 | 7  | 60 | 31 | +29 | 57  |
|  | 4.  | Calasparra FC     | 28 | 16 | 7 | 5  | 58 | 31 | +27 | 55  |
|  | 5.  | CD Beniel         | 28 | 16 | 5 | 7  | 45 | 20 | +25 | 53  |
|  | 6.  | CF Santomera      | 28 | 15 | 5 | 8  | 56 | 35 | +21 | 50  |
|  | 7.  | Algezares CF      | 28 | 14 | 4 | 10 | 48 | 45 | +3  | 46  |
|  | 8.  | Muleño CF         | 28 | 10 | 7 | 11 | 50 | 45 | +5  | 37  |
|  | 9.  | Ranero CF         | 28 | 11 | 4 | 13 | 47 | 40 | +7  | 37  |
|  | 10. | Blanca CF         | 28 | 10 | 3 | 15 | 38 | 47 | -9  | 33  |
|  | 11. | Deportiva Minera  | 28 | 8  | 5 | 15 | 47 | 65 | -18 | 29  |
|  | 12. | Águilas CF "B"    | 28 | 8  | 4 | 16 | 38 | 63 | -25 | 28  |
|  | 13. | CD La Manga       | 28 | 6  | 6 | 21 | 37 | 74 | -37 | 24  |
|  | 14. | EF Zeneta         | 28 | 4  | 2 | 22 | 36 | 79 | -43 | 14  |
|  | 15. | EF Sucina         | 28 | 2  | 2 | 19 | 20 | 77 | -57 | 8   |

Pts = Puntos; PJ = Partidos Jugados; G = Partidos Ganados; E = Partidos Empatados; P = Partidos Perdidos; GF = Goles Anotados; GC = Goles Recibidos; Dif = Diferencia de gol
|  | Asciende a Tercera División     |
|  | Desciende a Primera Territorial |

## Primera Territorial

### Clasificación
|  |     | Equipos de fútbol        | PJ | G  | E | P  | GF | GC | Dif | Pts |
|  | --- | ------------------------ | -- | -- | - | -- | -- | -- | --- | --- |
|  | 1.  | Orihuela CF "B"          | 23 | 16 | 4 | 3  | 73 | 26 | +47 | 52  |
|  | 2.  | CD Molinense "B"         | 23 | 14 | 4 | 5  | 47 | 28 | +19 | 46  |
|  | 3.  | El Palmar Atlético       | 23 | 14 | 4 | 5  | 45 | 28 | +17 | 46  |
|  | 4.  | ED Javalí Viejo-La Ñora  | 23 | 13 | 6 | 4  | 72 | 33 | +39 | 45  |
|  | 5.  | EF San Ginés             | 23 | 12 | 8 | 3  | 56 | 27 | +29 | 44  |
|  | 6.  | CD La Unión              | 23 | 10 | 7 | 6  | 46 | 33 | +13 | 37  |
|  | 7.  | UD Paretón               | 23 | 7  | 8 | 8  | 35 | 33 | +2  | 29  |
|  | 8.  | Moratalla CF             | 23 | 7  | 5 | 11 | 28 | 47 | -19 | 26  |
|  | 9.  | EF Torre Pacheco         | 23 | 7  | 4 | 12 | 36 | 43 | -7  | 25  |
|  | 10. | Universidad de Murcia CF | 23 | 7  | 3 | 13 | 38 | 48 | -10 | 24  |
|  | 11. | AD Cehegín Atlético      | 23 | 4  | 7 | 12 | 21 | 44 | -23 | 19  |
|  | 12. | Club Edeco Fortuna       | 23 | 1  | 3 | 19 | 18 | 79 | -61 | 6   |
|  | 13. | Barqueros                | 12 | 0  | 1 | 11 | 8  | 54 | -46 | 1   |

Pts = Puntos; PJ = Partidos Jugados; G = Partidos Ganados; E = Partidos Empatados; P = Partidos Perdidos; GF = Goles Anotados; GC = Goles Recibidos; Dif = Diferencia de gol
|  | Asciende a Territorial Preferente |